# 战争研究所
战争研究所（英語：Institute for the Study of War）是一家美国非营利智庫，由金伯莉·卡根于2007年创立，总部位于华盛顿哥伦比亚特区。該研究所主要向外界提供有关国防和外交政策的研究和分析。它曾經發表過有關叙利亚内战、阿富汗战争、伊拉克战争、俄羅斯入侵烏克蘭以及阿米尼示威的报告。戰爭研究所得到諸如通用动力、DynCorp、和雷神技术公司等国防承包商的支持。
战争研究所的成立是為了應對伊拉克和阿富汗戰爭的停滯，核心資金由一群國防承包商提供；它繼續得到國防承包商和私人捐款的支持。根據其網站上的使命聲明，战争研究所旨在提供「對正在進行的軍事行動和叛亂襲擊的即時、獨立於政府的開源分析」。 